# Hubert Strauf
Hubert Heinrich Strauf (* 7. April 1904 in Essen; † 6. August 1993 ebenda) war ein deutscher Unternehmer und Werbetexter.

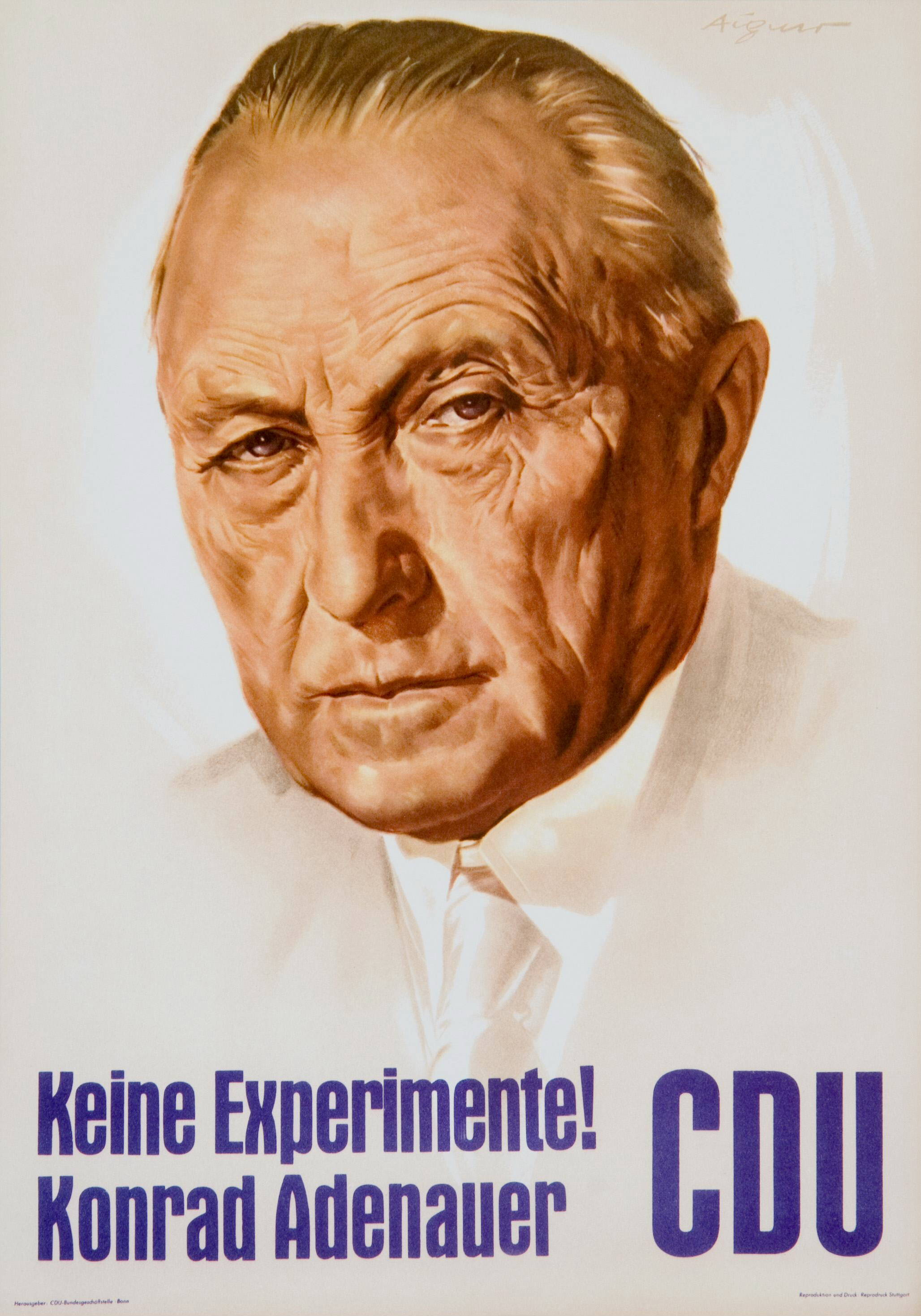
Plakat zur Bundestagswahl 1957 mit dem Slogan Keine Experimente!

## Leben
Strauf gründete an seinem 30. Geburtstag mit Werbe-Strauf eine der ersten deutschen Werbeagenturen. Nach dem Kriegsdienst war er Mitgründer der Essener Werbeagentur Die Werbe, aus der die Agentur Werbe-Euro-Advertising in Düsseldorf hervorging. Er wurde Präsident des Gesamtverbands Kommunikationsagenturen und saß im Präsidialrat sowie Präsidium des Zentralverbands der Deutschen Werbewirtschaft. Strauf war 1946 an der Entstehung einer der wenigen Fachzeitschriften im Bereich der Werbung, Wirtschaft + Werbung, beteiligt. Später ging daraus die noch heute erscheinende Fachzeitschrift Absatzwirtschaft hervor.
1978 wurde Strauf mit der Dr. Kurt Neven DuMont Medaille ausgezeichnet und 2001 posthum in die Hall of Fame der deutschen Werbung aufgenommen.

## Bedeutende Arbeiten
Strauf verhalf unter anderem mit dem Slogan „Mach mal Pause“ Coca-Cola zum Durchbruch im Nachkriegsdeutschland. Auch der Slogan „Keine Experimente“, unter dem Konrad Adenauer mit der CDU den historischen Wahlsieg 1957 mit absoluter Mehrheit errang – erstmals mithilfe einer Werbeagentur – stammt aus der Feder von Strauf. Die Slogan „Pril entspannt das Wasser“ und „Krombacher - Mit Felsquellwasser gebraut“ stammen ebenfalls von Strauf. Weitere seiner Kunden waren Reemtsma, Edeka, Bayer, Schwarzkopf, RWE, Ruhrkohle und Krupp.